# 山地乳

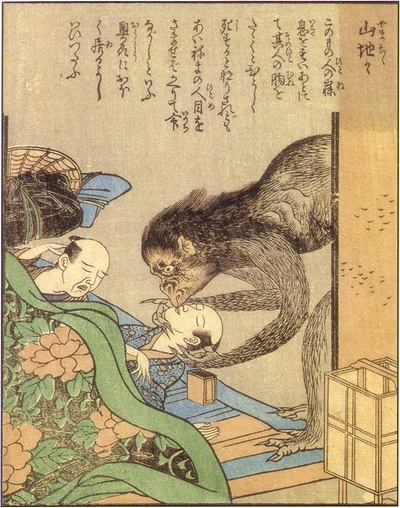
竹原春泉画『絵本百物語』より「山地乳」

山地乳（やまちち）は、江戸時代の奇談集『絵本百物語』にある日本の妖怪。

## 概要
『絵本百物語』の挿絵では、サルに似た姿で、口先が尖った姿で描かれている。同書本文によれば、コウモリが年をとると野衾（のぶすま）という妖怪になり、さらに年をとると山地乳になり、山中に隠れ住むという。この山地乳は、眠っている人間の寝息を吸い取り、その様子を他の誰かに見られていれば、寝息を吸われた者の寿命が延びるが、誰にも見られていなければ、その者は翌日に死んでしまうという。これによって実際に寿命が延びたり死んだりした者はいないが、土地によっては誰もがこの山地乳を恐れているのだという。深山ではこれを「さとりかい」というとあるが、これは中部地方の妖怪として知られる「覚」と同一視されたものと見られている。
また『絵本百物語』の挿絵中の文章によれば、山地乳は奥州（現・東北地方）に多くいるもので、寝息を吸った者の胸を叩き、叩かれた者は死ぬが、前述同様にその様子を誰かが見ていると、吸われた者は長寿を得るという。
『絵本百物語』では山地乳は奥州の妖怪とされているものの、ほかの書物や伝承に山地乳の名は確認されていない。

## 山地乳にちなんだ作品
小説
- 京極夏彦『山地乳』（前巷説百物語に収録）